# Niedziela w kopalni
Niedziela w kopalni – obraz olejny namalowany przez polskiego malarza Jacka Malczewskiego w 1882 roku.

## Opis
Niedziela w kopalni poświęcona jest męczeństwu polskich zesłańców na Syberii. Inspiracją dla tej kompozycji był VI rysunek cyklu Lithuania autorstwa Artura Grottgera i poemat Anhelli autorstwa Juliusza Słowackiego. 
Obraz przedstawia cierpiących i załamanych swoim losem zesłańców, zmuszonych do katorżniczej pracy w kopalni także w niedzielę. Pomimo dramatu obraz ma także mesjanistyczny podtekst, mówiący o tym że ich niedola pełni odkupicielską misję dla odrodzenia Polski. 